# World Flora Online
World Flora Online är en internetbaserad databas över jordens kärlväxt- och mossarter. Projektet startades av Royal Botanic Gardens, Kew och Royal Botanic Garden Edinburgh i Storbritannien samt New York Botanical Garden och Missouri Botanical Garden i USA i oktober 2012 (som en uppföljare till de först- och sistnämndas gemensamma The Plant List) med målsättningen att publicera en förteckning över alla världens kärlväxt- och mossarter i enlighet med Förenta nationernas Global Strategy for Plant Conservation i FN:s konvention om biologisk mångfald till 2020. Flera ytterligare organisationer har anslutit sig till projektet därefter.